# Le Merlerault
Le Merlerault település Franciaországban, Orne megyében. Lakosainak száma 754 fő (2022. január 1.). Le Merlerault Lignères, Champ-Haut, Ménil-Froger és Saint-Germain-de-Clairefeuille községekkel határos.

## Népesség
A település népességének változása:
| Lakosok száma | 886  | 834  | 837  | 809  | 791  | 772  | 753  | 753  | 754  |
|               | 2013 | 2015 | 2016 | 2017 | 2018 | 2019 | 2020 | 2021 | 2022 |